# 三野園生
三野 園生（みの の そのき、生没年不詳）は、奈良時代の人物。姓は臣。備前国津高郡津高郷の人。

## 概要
三野氏（三野臣）は三野国造家で、吉備氏の遠祖である御友別の子・弟彦を祖とする皇別氏族。
宝亀7年（777年）12月11日付の備前国津高郡収税解に名が見え、税を払うため、田を売って稲17束を得たという。